# Котлярівка (Бердянський район)
Котля́рівка —  село в Україні, у Чернігівській селищній громаді Бердянського району Запорізької області. Населення становить 1 особа (1 січня 2015). До 2016 орган місцевого самоврядування — Чернігівська селищна рада.
Село тимчасово окуповане російськими військами 24 лютого 2022 року.

## Географія
Село Котлярівка розташоване біля витоків річки Сасикулак, нижче за течією на відстані 4,5 км розташоване село Просторе.

## Історія
Заселялося переселенцями з Чернігівки. Землю почали нарізати в 1921 році, заселятися почали в 1922 році і до 1924 року було заселено 33 будинки. Назву село отримало на честь українського письменника Івана Котляревського. Селяни взялися господарювати й мали певні успіхи, чому сприяла нова економічна політика. У період колективізацію було розкуркулено найкращих господарів, які змушені були поповнити лави шахтарів Донбасу. Наслідком колективізації стало створення колгоспу ім. Ворошилова в с. Чернігово-Токмачанськ, а Котлярівка стала бригадним селом цього колгоспу. Коштом громади у 1929 році збудовано приміщення 4-річної школи, яка й почала роботу в цьому році. У період сталінських репресій в селі репресовано 9 осіб. Під час радянсько-гітлерівської війни 25 котлярівців воювало на фронтах, 16 з них загинуло. Гітлерівці спалили село. Після війни село відбудували, люди продовжували працювати в колгоспі. У 1950 році в результаті укрупнення колгосп об'єднали з колгоспами, які знаходились у токмачанській частині Чернігівки. Об'єднаний колгосп отримав назву «Більшовик». Котлярівка потрапляє в розряд неперспективних сіл, люди виїздять. У 1969 році закрито школу й населення зменшується.
12 червня 2020 року, відповідно до Розпорядження Кабінету Міністрів України від  № 713-р «Про визначення адміністративних центрів та затвердження територій територіальних громад Запорізької області», увійшло до складу Чернігівської селищної громади.
19 липня 2020 року після ліквідації Чернігівського району село увійшло до новоутвореного Бердянського району.

## Населення

### Мова
| українська мова |
| --------------- |
| 100%            |